# Macrocentrus cnaphalocrocis
Macrocentrus cnaphalocrocis är en stekelart som beskrevs av He och Lou 1993. Macrocentrus cnaphalocrocis ingår i släktet Macrocentrus och familjen bracksteklar. Inga underarter finns listade i Catalogue of Life.